# Gare de Voujeaucourt
Gare de Voujeaucourt vasútállomás Franciaországban, Voujeaucourt településen.

## Vasútvonalak
Az állomást az alábbi vasútvonalak érintik:
- Dole–Belfort-vasútvonal

## Kapcsolódó állomások
A vasútállomáshoz az alábbi állomások vannak a legközelebb:
- Gare de Colombier-Fontaine
- Gare de Montbéliard